# Рэй, Виктория
Виктория Рэй Блэк (англ. Victoria Rae Black; род. 30 августа 1988, Милуоки, Висконсин, США) — американская порноактриса.

## Биография
Виктория родилась в Милуоки, штат Висконсин, США, где окончила старшую школу. После окончания школы Виктория работала сперва официанткой в Ouzo Café, а затем барменом в John Hawks Pub в Милуоки. В 2010 году Виктория снялась для журнала Playboy. В том же году она получила приглашение от компании Vivid на съёмки своей первой порно ленты Victoria Rae Black Experiment. С начала своей карьеры в 2010 году и по настоящее время Виктория Рэй снялась в 23 порнофильмах.
В своем интервью изданию Business Insider Виктория высказала мнение, что для деятелей порноиндустрии  важно уметь отделять личную жизнь от работы.

## Фильмография
- Brother Sister Love
- Pure MILF 5
- My Sister's Hot Friend 32
- Threesome Fantasies Fulfilled
- I Have a Wife 22
- In the VIP 10
- Girls Kissing Girls: Volume Ten
- Girls Kissing Girls 10
- Revenge of the Petites
- Kitty Klub
- Blissful Bare Feet
- Fuck a Fan 16
- Brand New Faces 33
- Boobaholics Anonymous 7
- Breaking Up
- Young Ripe Melons 10
- Amazons
- Bondage Works Both Ways
- Filthy Family 4
- Natural
- Barely Legal 119
- Seduced by a Real Lesbian 11
- The Victoria Rae Black Experiment